# Tosca (bande dessinée)
Pour les articles homonymes, voir Tosca (homonymie).
Tosca est une série de bande dessinée franco-belge créée par le scénariste Stephen Desberg et le dessinateur Francis Vallès en 2001.

## Fiche technique
- Scénario : Stephen Desberg
- Dessin : Francis Vallès
- Couleurs : Marie-Paule Alluard
- Éditeur : Glénat
- Collection : Grafica
- Taille : format standard
- Nb de pages : 48

## Synopsis
Condamné à mort pour le meurtre de deux dealers, un homme dans le couloir de la mort se voit proposer une nouvelle vie par Harvey Klegg de la DEA. S'infiltrer au cœur de la famille Tosca en échange de 500 000 $ et d'une chance de recommencer sa vie ailleurs.
À la suite d'opérations de chirurgie esthétique et plusieurs mois de préparation, cet homme prend la place de John Tosca. La substitution est possible, car le vrai John Tosca n'avait plus de relations avec sa famille depuis cinq ans. Lors d'un règlement de comptes brutal, John Tosca est propulsé du jour au lendemain à la tête du clan Tosca.

## Albums
1. L'Âge du sang, 2001[1]
2. Le Choix d'Angelina, 2002
3. Dans le meilleur des mondes, 2003[2]

## Personnages principaux
- La DEA
  - Harvey Klegg (Adjoint du Chef de division à la DEA
  - M Nickelson (Chef de division à la DEA, Supérieur de Klegg).

- Le clan Tosca
  - Sandro Tosca chef du clan Tosca
  - Frank Tosca, fils aîné de Sandro Tosca
  - John Tosca, puîné de Sandro Tosca
  - Lupo Tosca, fils cadet de Sandro Tosca
  - Vélio Vitelli (Conseiller)

- Le clan Paliacci (Les Siciliens).
  - Don Bartolo Paliacci
  - Angélina Paliacci, fille de Bartolo Paliacci
  - Cicero, le maître d'armes

- Les cartels Colombiens. (Fournisseurs de cocaïne).
  - Seneor Ortéga du Cartel de Cali en Colombie

- Les Jamaïcains de Brooklyn (Distributeurs de cocaïne à New York).

## Thèmes
- Trafic de narcotiques,
- Le trafic de drogue.
- Interventions illicites dans les adjudications des travaux publics et de construction,
- Le blanchiment d’argent.
- Les jeux d’argent (paris, casinos...)
- Le proxénétisme, la prostitution, les sex shops.